# Kolchuga

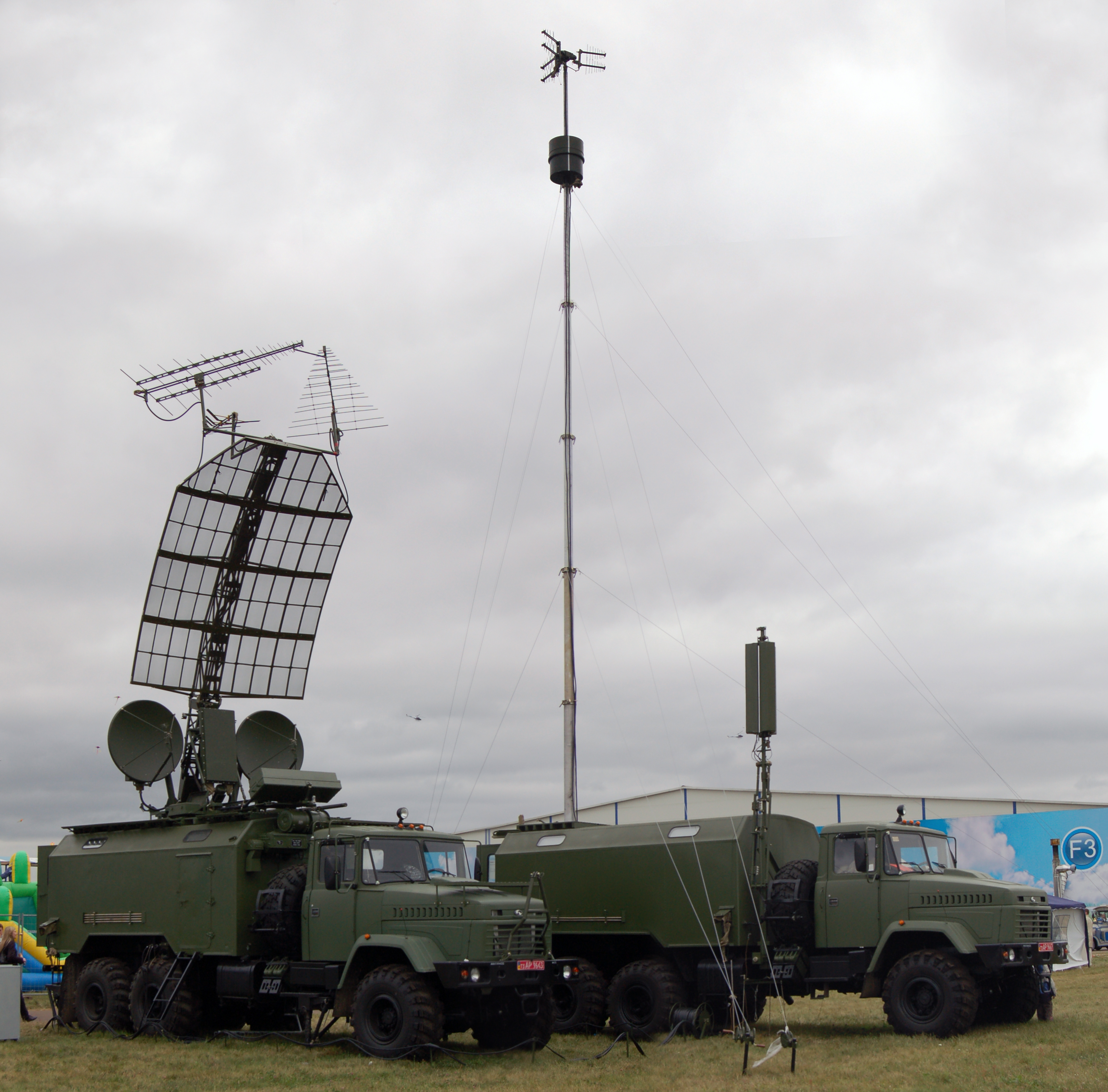
Kolchuga

Kolchuga (tiếng Nga: Кольчуга) là hệ thống trinh sát điện tử thụ động do Ukraine phát triển. Nó có thể phát hiện các mục tiêu bay từ khoảng cách 800 km (500 dặm) ở mọi độ cao. Người ta có thể gọi Kolchuga là hệ thống radar, nhưng trên thực tế nó không hẳn là radar mà là một hệ thống trinh sát điện tử. Mỗi hệ thống gồm 3 đài thu tín hiệu sóng điện từ có thể bố trí cách nhau 10 km, cùng 1 đài điều khiển xử lý tín hiệu trung tâm, có thể phát hiện và bám sát các loại phương tiện bay bằng việc giao hội sóng điện từ giữa 3 đài thu tín hiệu. Kolchuga có thể cùng lúc bám sát tín hiệu của 32 mục tiêu với đủ 3 tham số (cự ly, góc tà và phương vị). Các đài thu và trạm điều khiển trung tâm đều được đặt trên khung gầm xe vận tải việt dã Kraz 6x6.
Theo tính toán, nếu hệ thống được đặt ở độ cao 100m (so với mặt đất) và mục tiêu bay ở độ cao 10 km thì nó có thể phát hiện mục tiêu từ cự ly 450 km, còn mục tiêu bay ở độ cao 20 km thì cự ly phát hiện đạt tới 620 km, tuy nhiên có rất ít loại phương tiện bay ở độ cao này. Dù vậy, Kolchuga được coi là một trong những hệ thống cảnh báo sớm đường không đặc biệt hiệu quả, nó có thể phát hiện các loại máy bay tàng hình hiện có hoặc sẽ được trang bị trong tương lai thông qua sóng vô tuyến và sóng radar phát ra từ các máy bay tàng hình này. Đồng thời, nó cũng có thể phát hiện các loại máy bay tàng hình nhờ sóng điện từ phát ra từ động cơ máy bay. Hơn nữa, do Kolchuga là hệ thống cảm biến thụ động nên nó có khả năng sống sót cao vì không phát sóng nên các loại tên lửa bức xạ diệt radar không có tác dụng (do không thể nương theo cánh sóng để bay tới diệt radar).